# واختانگ ایاگوراشویلی
واختانگ ایاگوراشویلی (انگلیسی: Vakhtang Iagorashvili؛ زادهٔ ۵ آوریل ۱۹۶۴) ورزشکار دو و میدانی اهل اتحاد جماهیر شوروی سوسیالیستی است.
وی در مسابقات کشوری و بین‌المللی در مجموع برندهٔ ۱ مدال طلا، ۱ مدال برنز شده‌است.